# Associazione Calcio Arezzo 2009-2010
Questa pagina raccoglie le informazioni riguardanti l'Associazione Calcio Arezzo nelle competizioni ufficiali della stagione 2009-2010.

## Rosa
| N. |                    | Ruolo | Calciatore          |
| -- | ------------------ | ----- | ------------------- |
|    | Italia (bandiera)  | A     | Daniele Bazzofia    |
|    | Italia (bandiera)  | D     | Juriy Cannarsa      |
|    | Italia (bandiera)  | A     | Vincenzo Chianese   |
|    | Italia (bandiera)  | A     | Daniele Conti       |
|    | Italia (bandiera)  | C     | Carmine Coppola     |
|    | Italia (bandiera)  | C     | Daniele Croce       |
|    | Italia (bandiera)  | C     | Mattia Donati       |
|    | Uruguay (bandiera) | A     | Horacio Erpen       |
|    | Marocco (bandiera) | A     | Oussama Essabr      |
|    | Italia (bandiera)  | D     | Giuseppe Figliomeni |
|    | Marocco (bandiera) | A     | Mohamed Fofana      |
|    | Italia (bandiera)  | P     | Lapo Giusti         |
|    | Italia (bandiera)  | D     | Lorenzo Laverone    |
|    | Italia (bandiera)  | A     | Riccardo Maniero    |

| N. |                                 | Ruolo | Calciatore           |
| -- | ------------------------------- | ----- | -------------------- |
|    | Italia (bandiera)               | P     | Luca Mazzoni         |
|    | Italia (bandiera)               | D     | Luca Mezzano         |
|    | Italia (bandiera)               | C     | Crocefisso Miglietta |
|    | Bosnia ed Erzegovina (bandiera) | D     | Vedin Musić          |
|    | Ungheria (bandiera)             | C     | Márk Orosz           |
|    | Italia (bandiera)               | D     | Marco Pecorari       |
|    | Portogallo (bandiera)           | C     | Pedro Oliveira       |
|    | Italia (bandiera)               | D     | Fabrizio Poli        |
|    | Italia (bandiera)               | D     | Giuseppe Rizza       |
|    | Italia (bandiera)               | D     | Samuele Sereni       |
|    | Italia (bandiera)               | D     | Ernesto Terra        |
|    | Brasile (bandiera)              | C     | Rômulo Eugênio Togni |
|    | Italia (bandiera)               | C     | Dario Venitucci      |
|    | Italia (bandiera)               | C     | Alessandro Visone    |